# ブラゴイ・ゲオルギエフ
ブラゴイ・ジョレフ・ゲオルギエフ（ブルガリア語: Благой Жорев Георгиев, ラテン文字転写: Blagoy Zhorev Georgiev, 1981年12月21日 - ）は、ブルガリア・ソフィア出身の元サッカー選手。元ブルガリア代表。現役時代のポジションはMF。

## 経歴

### クラブ

#### スラヴィア・ソフィア
1981年にブルガリアの首都ソフィアで生まれ、地元のPFCスラヴィア・ソフィアの下部組織を経て 同クラブのトップチームでプロとしてのキャリアを開始した。ミロスラフ・ミラノフ（Miroslav Mironov）監督の下で1999年10月17日のFCピリン・ブラゴエヴグラト戦（3-1勝利）で初出場、11月27日のPFCベロエ・スタラ・ザゴラ戦（アウェイ1-1）で試合終了間際に初得点を記録した。その後は、2000年3月11日のPFCヴェルブジュド・キュステンディル戦（1-2敗北）、4月22日のPFCボテフ・プロヴディフ戦（3-2勝利）で得点を挙げ、デビューシーズンは3得点を記録した。
2003年9月27日のFCチェルノモレツ・ブルガス戦（アウェイ5-2勝利）で自身のキャリア初となるハットトリックを含め4得点を挙げる。同2003-04シーズン最終節のPFCナフテックス・ブルガス相手に2得点を挙げ、シーズン合計17得点となったことでストイコ・サカリエフに並び得点ランキング2位タイとなった。
オフチャ・クペル・スタジアムでの6季でリーグ戦172試合46得点を記録した。

#### ローン生活
アラベス
2006年1月13日にシーズン終了までの期限付き移籍でデポルティーボ・アラベスと契約 し、それから1週間後にカンプ・ノウでのFCバルセロナ戦（アウェイ0-2敗北）でリーグ初出場を飾った。出場10試合中先発2試合とアラベスでの生活はベンチで大半を過ごし、クラブを2部降格の危機から救うことが出来ず、シーズン終了に伴い退団した。
レッドスター
2006年6月14日にシーズン終了までの期限付き移籍でセルビア1部のレッドスター・ベオグラードと契約した。
デュースブルク
2007年5月28日に2007-08シーズン終了までの期限付き移籍でドイツ1部のMSVデュースブルクと契約。2008年3月14日のシャルケ04戦（1-2敗北）で初得点、5月4日のバイエル・レバークーゼン戦（3-2勝利）で試合終了間際に決勝点となる自身2得点目を挙げた。デュースブルクではリーグ戦31試合に出場した。

#### テレク・グロズヌイ
2009年1月6日に移籍金150万ユーロでロシア1部のFCテレク・グロズヌイに4年契約を締結。2009年3月15日にPFCスパルタク・ナリチクとの開幕戦（1-0勝利）、7月19日にホームのアフマド・アレーナでのFCゼニト・サンクトペテルブルク戦（3-2勝利）で初得点を記録した。
昨季まで主将と務めていたティムル・ジャブライロフが現役引退をしたため、2010年シーズン開幕前にアナトリー・バイダチニ監督から主将に任命された。2010年5月10日のCSKAモスクワ戦（1-4敗北）で先制点にしてシーズン初得点を挙げ、それから3日後のサトゥルン・ラメンスコーエ戦（2-0勝利）で2アシストを提供した。
2011年シーズンは、2011年5月20日に第10節のFCアンジ・マハチカラ戦（1-0勝利）で初得点、8月13日のFCディナモ・モスクワ戦（2-6敗北）で2得点目、11月5日のFCクラスノダール戦（2-0勝利）でムサウェンゴシ・ムグニの得点をアシストした。自身30歳の誕生日から数日後の12月28日にディナモ・モスクワが獲得に関心を寄せていると報じられた。
2012年11月4日にペナルティーキックを決めたアンジ・マハチカラ戦（1-3敗北）でロシア1部通算出場数100試合を達成した。

#### アムカル・ペルミ
2012年12月19日にFCアムカル・ペルミと3年半契約で合意して移籍した。

#### ルビン・カザン
2014年8月15日、FCルビン・カザンに移籍することが発表された。

#### オレンブルク
2016年8月31日、ロシア・プレミアリーグへの昇格を果たしたFKオレンブルクに加入した。2017年12月29日にオレンブルクを退団し、その翌日に現役引退を発表した。

### 代表
U-21代表を経てA代表で50試合5得点を記録。2011年10月10日、ウェールズ戦前の合宿中に突如としてチームを去り、そのまま代表引退をした。

## タイトル
クラブ
レッドスター
- セルビア・スーペルリーガ : 2006-07
- セルビア・カップ : 2006-07